# Astra 2A
Astra 2A auf 28,2° Ost ist ein Fernsehsatellit der SES Global (vormals SES-Astra – Société Européenne des Satellites-Astra) mit Sitz in Betzdorf in Luxemburg, der für den Fernsehempfang in Europa eingestellt ist. 
Er wurde 1998 vom Weltraumbahnhof Baikonur in Kasachstan ins All befördert.
Die vorhandenen Backup-Kapazitäten für Astra G-Band sind allerdings auf 28,2° Ost nicht nutzbar, da dieses Frequenzspektrum der auf 28,5° Ost positionierte Eurobird 1 von Eutelsat nutzt.

## Empfang
Der Satellit kann in Europa und im Nahen Osten empfangen werden. 
Die Übertragung erfolgt im Ku-Band.